# مکلینگ (داکوتای جنوبی)
مکلینگ (به انگلیسی: Meckling) یک منطقهٔ مسکونی در ایالات متحده آمریکا است که در شهرستان کلی، داکوتای جنوبی واقع شده‌است. مکلینگ ۹۳٫۵ کیلومتر مربع مساحت و ۲۲۳ نفر جمعیت دارد و ۳۵۱ متر بالاتر از سطح دریا واقع شده‌است.